# مینرتس‌خا
مینرتسگا (به هلندی: Minnertsga) یک منطقهٔ مسکونی در هلند است که در واوادوکه واقع شده‌است. مینرتسگا ۱٬۷۵۰ نفر جمعیت دارد.